# Сьерра-леонско-швейцарские отношения
Сьерра-леонско-швейцарские отношения — двусторонние дипломатические отношения между Сьерра-Леоне и Швейцарией. Отношения между двумя странами были установлены в 1962 году.

## История отношений
Швейцария признала независимость Сьерра-Леоне 17 апреля 1961 года, и две страны установили свои официальные дипломатические отношения примерно через год, в 1962 году.
Швейцария и Сьерра-Леоне подписали несколько соглашений о ликвидации долгов и гуманитарной помощи в период с 1984 по 2007 год.
Швейцария открыла консульство во Фритауне в 1920 году, а после обретения независимости Сьерра-Леоне оно было повышено до генерального консульства. Но швейцарского посольства в Сьерра-Леоне нет, поэтому правительство Сьерра-Леоне аккредитовало посольство в Абиджане, столице Кот-д’Ивуара. В свою у Сьерра-Леоне есть посольство в Женеве.
Швейцария оказывала гуманитарную помощь Сьерра-Леоне во время гражданской войны в период с 1991 по 2002 год.

## Дипломатические миссии
- Швейцария имеет генеральное консульство во Фритауне, Сьерра-Леоне[2] и аккредитованное посольство в Абиджане, Кот-д’Ивуар[3].
- Сьерра-Леоне имеет консульство в Женеве, Швейцария[4].